# Macumada gemina
Macumada gemina är en insektsart som beskrevs av Young 1986. Macumada gemina ingår i släktet Macumada och familjen dvärgstritar. Inga underarter finns listade i Catalogue of Life.